# Klàvdia Plótnikova
Klàvdia Zakhàrovna Plótnikova-Andjigàtova (rus Кла́вдия Заха́ровна Пло́тникова-Анджига́това; ca. 1893-1989) fou l'última parlant viva de la llengua kamassiana (i, com a tal, de qualsevol de les llengües samoiedes del Saian). El seu pare era un marxant rus anomenat Zàkhar Perov i la seva mare era una kamassiana anomenada Afanàssia Andjigàtova ndzhighatova. Plótnikova-Andjigàtova i els seus pares estan en el mapa gràfic que el lingüista finlandès Kai Donner havia fet el 1914 de les famílies kamassianes fora d'Abalàkovo, al krai de Krasnoiarsk.
Plótnikova-Andjigàtova no va tenir l'oportunitat de parlar kamassià després de 1950, perquè ja no tenia amics que podien parlar-li'n. Tot i això, les seves habilitats en kamassià eren bastant bones i va ser de gran ajuda per als filòlegs durant la resta de la seva vida. El 1963 es va reunir amb els lingüistes expedició d'Aleksandr Matvéiev i el 1970 va assistir al Congrés Internacional de Filologia Ugrofinesa a Tallin, on va cantar cançons religioses en kamassià.
Plotnikova-Andzhighatova parlava amb fluïdesa el rus, que havia après a la primera infància. Amb la decadència de la seva llengua materna, el rus es va convertir en el seu únic llenguatge. Això va afectar les seves habilitats en kamassià, especialment la pronunciació, vocabulari i estructures d'oracions. La influència russa es va mostrar especialment en l'estructura de les oracions i en un debilitament del vocabulari: moltes formes morfològiques i estructures sintàctiques van caure en desús.